# Црква Вазнесења Христовог у Потпорњу
Црква Вазнесења Христовог у Потпорњу, месту у општини Вршац, припада Епархији банатској српске православне цркве. Подигнута је почетком 18. века и представља непокретно културно добро као споменик културе од великог значаја.
Црква је ниска једнобродна грађевина, малих димензија, са несразмерно великом полукружном олтарском апсидом на истоку и звоником на западној страни. Прислоњени пиластри који уоквирују главни улаз и протежу се до врха звоника, заједно са волутним завршецима забата, наглашавају значај западног прочеља. Једини украс на фасадама представља профилисан кровни венац. Сликана декорација зидане иконостасне преграде дело је непознатог аутора. Из времена градње цркве потиче и црквени мобилијар, изузетно дрворезбарско остварење са обиљем стилизованих биљних орнамената. Дашчани свод је осликан почетком 20. века.